# Përparim
Përparim es una localidad albanesa del condado de Elbasan. Se encuentra situada en el centro del país y desde 2015 está constituida como una unidad administrativa del municipio de Peqin. A finales de 2011, el territorio de la actual unidad administrativa tenía 3423 habitantes.
La unidad administrativa incluye los pueblos de Galush, Lisnaj, Bicaj, Çaushaj, Përparim, Fatishe, Garunje e Madhë, Arven, Gjevur, Kodras, Lolaj, Katesh, Cobane y Urucaj.
Se ubica en la periferia oriental de la capital municipal Peqin, en la salida de la localidad por la carretera SH7 que lleva a Elbasan.